# Karosa B 731
Karosa B 731 (русск. [каро́са бэ се́дм сет тршице́т еде́н]) — модель городского высокопольного автобуса производившегося компанией Karosa в городе Високе-Мито, в 1974—1996 годах. Автобус Karosa B 731 является преемником Karosa ŠM 11, производство которого было прекращено в 1981 году.

## Конструкция
Модель B 731 является продолжением серии 700. Это двухосный автобус (4 × 2 ) с кузовом полунесущей конструкции, с двигателем за задней осью. Передний и задний мосты производства фирмы LIAZ, на первых образцах устанавливались мосты венгерской фирмы Rába. Все модели B 731 оснащены автоматической коробкой передач и изначально атмосферным двигателем. По правому борту размещены три навесных двери (передняя уже, чем остальные). Компоновка салона — 1+2, над осями — 2+2. Модель B 731 в ходе производства претерпела много изменений и не раз была модернизирована. Основные изменения: замена шумного моста Rába на менее шумный, была улучшена подвеска, изменено положение генератора. Так же в ходе производства применялись различные виды двигателей фирмы LIAZ, сначала — атмосферные, а позже — с турбонаддувом. Позже (вероятно, после 1991 года) на автобусы устанавливалась автоматическая коробка передач фирмы Voith вместо коробки фирмы Praga. В конце 1993 года на B 731 появился катализатор выхлопных газов, а позже — и интеркулер (соответствие стандарту Euro 1), что привело к изменению в кузове (за третьей дверью появилась воздухозаборная решетка). В 1995 году начали устанавливать двигатели Renault. Автобусы с таким двигателем получили индекс 731.1659, всего их было произведено около 50 штук.

## Производство
Первый опытный образец был произведен в 1974 году (B1). В 1976 году появились второй и третий прототипы (B2 и B3), а в 1977 — и четвёртый образец (B4). Серийное производство было начато в 1982 году, когда уже было произведено более 838 автобусов (в том числе 35 были экспортированы во Вьетнам). Последние машины были изготовлены в 1996 году. Тип B 731 был заменен моделью B 931. В общей сложности было выпущено более 4909 машин.
Сейчас B 731 в небольших количествах можно встретить в некоторых городах Чехии, в странах Восточной Европы и СНГ.

## Модификации
- Karosa B 731.00 – двигатель Liaz.
- Karosa B 731.04 – двигатель Liaz.
- Karosa B 731.20 – двигатель Liaz.
- Karosa B 731.40 – двигатель Liaz.
- Karosa B 731.1653 – двигатель Liaz.
- Karosa B 731.1657 – двигатель Liaz.
- Karosa B 731.1659 – двигатель Renault
- Karosa B 731.1663 – двигатель Liaz.
- Karosa B 731.1667 – двигатель Liaz.
- Karosa B 731.1669 – двигатель Liaz.